# بالاروموشیان
بالاروموشیان (نام علمی: Tylomyinae) نام یک زیرخانواده از تیره همسترهای دم‌کوتاه است.